# Henri Duhem
Pour les articles homonymes, voir Duhem.
Henri Duhem, né à Douai le 7 avril 1860 et mort à Juan-les-Pins le 24 octobre 1941, est un peintre et écrivain français.

## Biographie

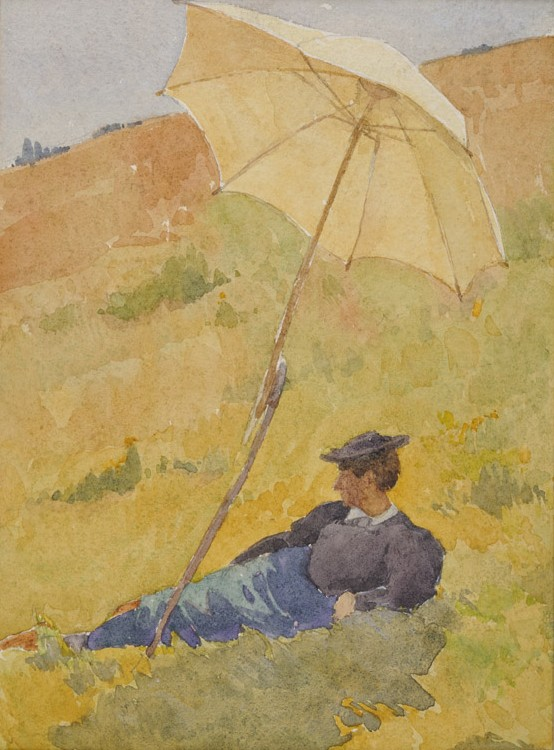
Portrait de Marie Duhem (1898), aquarelle, musée de la Chartreuse de Douai.

Descendant d'une vieille famille flamande, Henri Duhem naît à Douai le 7 avril 1860. Avocat au barreau de la Cour de Douai à partir de 1883, il s’adonne parallèlement à sa passion pour le dessin et l’aquarelle. En 1887, il s’inscrit au cours de dessin d'Henri Harpignies à Paris et, à la même période, se lie d’amitié avec le peintre Émile Breton qui l’initie à la peinture à l’huile. C’est chez la nièce de ce dernier, Virginie Demont-Breton, fille du peintre Jules Breton, et elle-même artiste peintre installée à Wissant, qu’il rencontre, en 1889, une jeune femme peintre, Marie Sergeant (1871-1918), qu'il épouse l'année suivante. De leur union naît un garçon, Rémy Duhem (1891-1915). C'est l'époque du groupe de Wissant (encore appelé École de Wissant) : autour des Demont-Breton, chaque été pendant plusieurs années, les Duhem, installés dans leur maison de campagne à Camiers, retrouvent tout un groupe d’amis venus peindre, sur le motif, la campagne du boulonnais et le littoral de la Côte d’Opale. Parmi les plus assidus, l’on compte Georges Maroniez, Francis Tattegrain, Fernand Stiévenart ou encore Félix Planquette.
Désormais artiste reconnu, Henri Duhem abandonne sa carrière d’avocat en 1893 pour se consacrer uniquement à son art. Compagnon des postimpressionnistes, critique d’art auteur d’ouvrages sur l'art et ami personnel d'Auguste Rodin, de Camille Pissarro et d'Henri Le Sidaner, Henri Duhem est aussi, comme Gustave Caillebotte, un collectionneur d'art passionné. Il acquiert de nombreuses œuvres de ses contemporains et de leurs précurseurs immédiats, et réussit à former un ensemble représentatif comprenant des peintures et des sculptures d'Eugène Boudin, Eugène Carrière, Camille Corot, Paul Gauguin, Armand Guillaumin, Constantin Meunier, Claude Monet, Camille Pissarro, Auguste Renoir, Auguste Rodin, Albert Lebourg, Henri Le Sidaner et Alfred Sisley.
Avec son épouse, il effectue de nombreux voyages en Italie, en Hollande, en Belgique, en Angleterre, en Afrique du Nord et se rend régulièrement à Paris à l’occasion des Salons. Chaque été, il séjourne à Camiers, dans sa maison de campagne, où il aime à planter son chevalet en compagnie de son épouse. Il expose de plus en plus à l’étranger, notamment Chicago, Prague ou encore Madrid, encouragé et soutenu par Camille Pissarro. Ainsi, en avril 1902, Camille Pissarro écrit à Henri Duhem : « Je suis allé une deuxième fois au salon. J'ai pu voir à mon aise votre beau tableau de moutons parqués dans la plaine. J'ai été heureux de voir que vous aimez la nature simple et harmonieuse, contrairement aux fracas de vos voisins, que vous ne cherchez pas à éblouir par une exécution fulgurante si attirante au gros public ».
Durant la Première Guerre mondiale, il perd son fils Rémy, peintre lui aussi, tué à l’assaut des Éparges, le 20 juin 1915. Marie Duhem, très affectée par la mort de son fils, meurt à Douai, en 1918, pendant l'occupation allemande. Henri Duhem, resté seul, s'occupe d'abord de l'administration de la ville de Douai lors de sa libération au sein de la Délégation Spéciale. Il veille aussi à la reconstitution des collections du musée de Douai. Ses souvenirs douloureux, liés à la perte de son fils et de sa femme, sont consignés dans un récit intitulé La Mort du foyer (Éditions Figuière, 1922). En 1924, le critique d’art Camille Mauclair publie un ouvrage évoquant l’œuvre des deux disparus.
Pendant l’entre-deux-guerres, Henri Duhem reste actif sur le plan artistique : il participe notamment à la création du salon des Tuileries en 1923. Il partage dès lors sa vie entre Douai et Paris, où il réside dans le XVIe arrondissement, et fait la connaissance d’Anatole de Monzie, homme politique et amateur d’art, qui l’encourage à poursuivre son œuvre dessinée et peinte. En 1925, il est nommé Rosati d'honneur.
Sa santé se dégradant, et face à la menace d’une Seconde Guerre mondiale, Henri Duhem quitte définitivement le Nord en 1937 pour s’installer à Juan-les-Pins, à la villa « Mont Riant ». Il y meurt le 24 octobre 1941, pendant l’Occupation allemande. Il lègue sa collection de tableaux à sa fille adoptive, Nelly Sergeant-Duhem, qui, répondant aux vœux de son père, donne l’ensemble de cette collection à l'Académie des beaux-arts en 1985. Elle est ainsi conservée au musée Marmottan à Paris. On peut y découvrir des œuvres comme la Promenade près d'Argenteuil peinte en 1875 par Claude Monet ou Bouquet de fleurs peint en 1897 à Tahiti par Paul Gauguin.

## Son œuvre
Profondément attaché aux thèmes artésiens et du Boulonnais, très lié aux peintres de l’École d’Étaples, Henri Duhem n’en mène pas moins une carrière parisienne remarquée. Jusqu’en 1914, il présente régulièrement des œuvres au Salon de la Société nationale des beaux-arts dont il est sociétaire et où il obtient une mention honorable en 1893. Il remporte une médaille de bronze à l'Exposition universelle de 1900. En juin 1899, il rejoint la Société nouvelle de peintres et de sculpteurs, avec une première exposition collective à la galerie Georges Petit à Paris en mars 1900. Deux expositions personnelles lui sont consacrées à Paris, sous le patronage du critique d'art Roger Marx : une en 1904, à la galerie Druet, une autre en 1908, à la galerie Georges Petit. En juin 1919, une nouvelle exposition personnelle lui est consacrée, toujours à la galerie Georges Petit, comprenant 82 aquarelles dédiées à la Grande Guerre dans le Nord occupé. Chevalier de la Légion d'honneur (1910), puis officier du même ordre (1924), en 1926, il est élu membre correspondant de l’Académie des beaux-arts et, en 1932, il est promu au grade de commandeur de la Légion d'honneur.
Son art est à rapprocher de l'intimisme de son ami Henri Le Sidaner. D’une facture postimpressionniste, ses œuvres expriment la poésie latente des choses, à travers des thèmes simples : troupeaux de moutons, bords de cours d'eau et canaux, moulins, paysages de neige, meules et travaux des champs, avec un jeu sur la sensibilité des effets dus aux modifications de la lumière ; effets de l'aube ou du soir.
Ses nombreuses aquarelles permettent également de reconstituer le Douai d'avant le démantèlement et d'avant les bouleversements dus à la guerre : il a notamment illustré l’ouvrage Douai, son histoire militaire, ses fortifications.

## Distinctions
- Commandeur de la Légion d'honneur (1932)

## Publications
- En canot de Douai au Helder : çà et là, en collaboration avec Jules Cavrois, Éditions Marpon et Flammarion, 1881.
- Renaissances, Éditions Clerget, 1897.
- Impressions d’Art Contemporain, Éditions Figuière, 1913.
- La Mort du foyer, Éditions Figuière, 1922.
- Ève ou l'épicier, Éditions de la Flandre, 1935.

## Œuvres dans les collections publiques
- Arras, musée des beaux-arts : Le moulin d'Arras, le soir, aquarelle ;
- Bailleul, musée Benoît-De-Puydt : Dixmuide - Le vieux moulin, huile sur toile ;
- Blackburn, Blackburn Museum and Art Gallery : Scène avec rivière (œuvre dédicacée à Thomas Ingham), huile sur panneau ;
- Cambrai, musée de Cambrai : Un peuplier à l'aurore près des lacs du Bourget, huile sur toile ;
- Douai, musée de la Chartreuse :
  - Le retour du berger, huile sur toile ;
  - Pavillon soir d'hiver, huile sur toile ;
  - La Place Saint-Amé à Douai, huile sur toile ;
  - Marie Duhem peignant, 1893, huile sur bois ;
  - Devanture de café avec deux personnages, 1905, huile sur bois ;
  - La famille Duhem peignant dans un champ, aquarelle ;
  - Portrait de Marie Duhem, 1898, aquarelle ;
  - Le Barlet, départ pour le front, 1914, aquarelle
  - Autoportrait, 1915, aquarelle ;
  - 25 février 1916 (Douai), aquarelle ;
  - L'hôtel du Grand Cerf, avril 1916, aquarelle ;
  - La Paix - Hôtel de Ville de Douai, 1919, aquarelle ;
  - Ruines de l'Arsenal, février 1919, aquarelle ;
- Étaples-sur-Mer, Musée Quentovic d'Étaples-sur-Mer : Paysage de pâturage, huile sur toile ;
- Le Touquet-Paris-Plage, musée du Touquet-Paris-Plage :
  - Moulin du Boulonnais au soleil couchant, huile sur toile ;
  - Moutons sortant de l'enclos sous le clair de lune, 1905, huile sur toile ;
- Lille, palais des beaux-arts :
  - Paix de la nuit, huile sur toile ;
  - Paysage, vue d’un marais, aquarelle ;
  - Paysage de sologne, aquarelle ;
- Lyon, Musée des beaux-arts de Lyon : Haleur (midi, l'hiver), huile sur toile ;
- Paris :
  - musée Marmottan : 
    - Scène de rue, 1912, huile sur toile ;
    - La chapelle des pêcheurs sous la neige, huile sur panneau ;
    - Un pêcheur au bord de l'eau, huile sur toile ;
    - Bergère avec ses moutons, huile sur toile ;
    - Mont Riant sur Vevey, huile sur bois ;
    - Canal avec péniche, huile sur bois ;
    - En allant voir Albert Besnard, aquarelle ;

  - musée d'Orsay : 
    - Canal flamand, huile sur toile[16] ;
    - Le retour du berger, huile sur toile[17].

## Galerie

Œuvres d'Henri Duhem
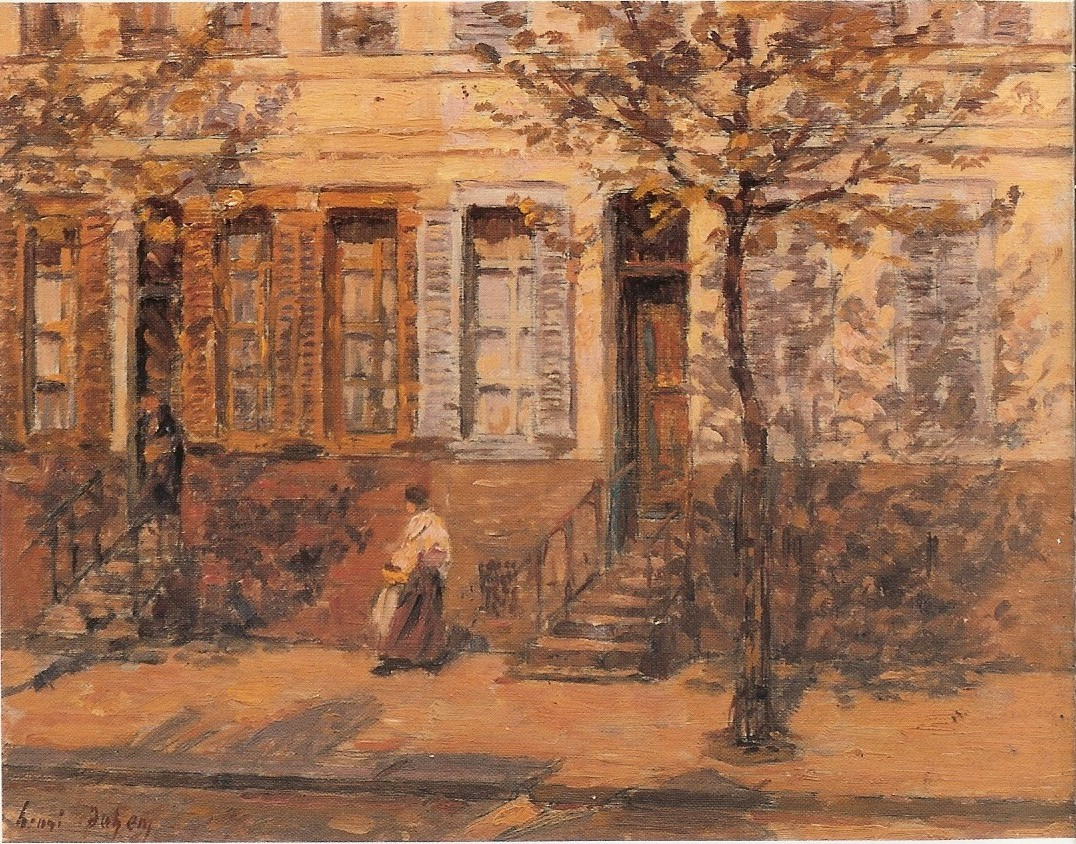
Scène de rue (1912), Paris, musée Marmottan.
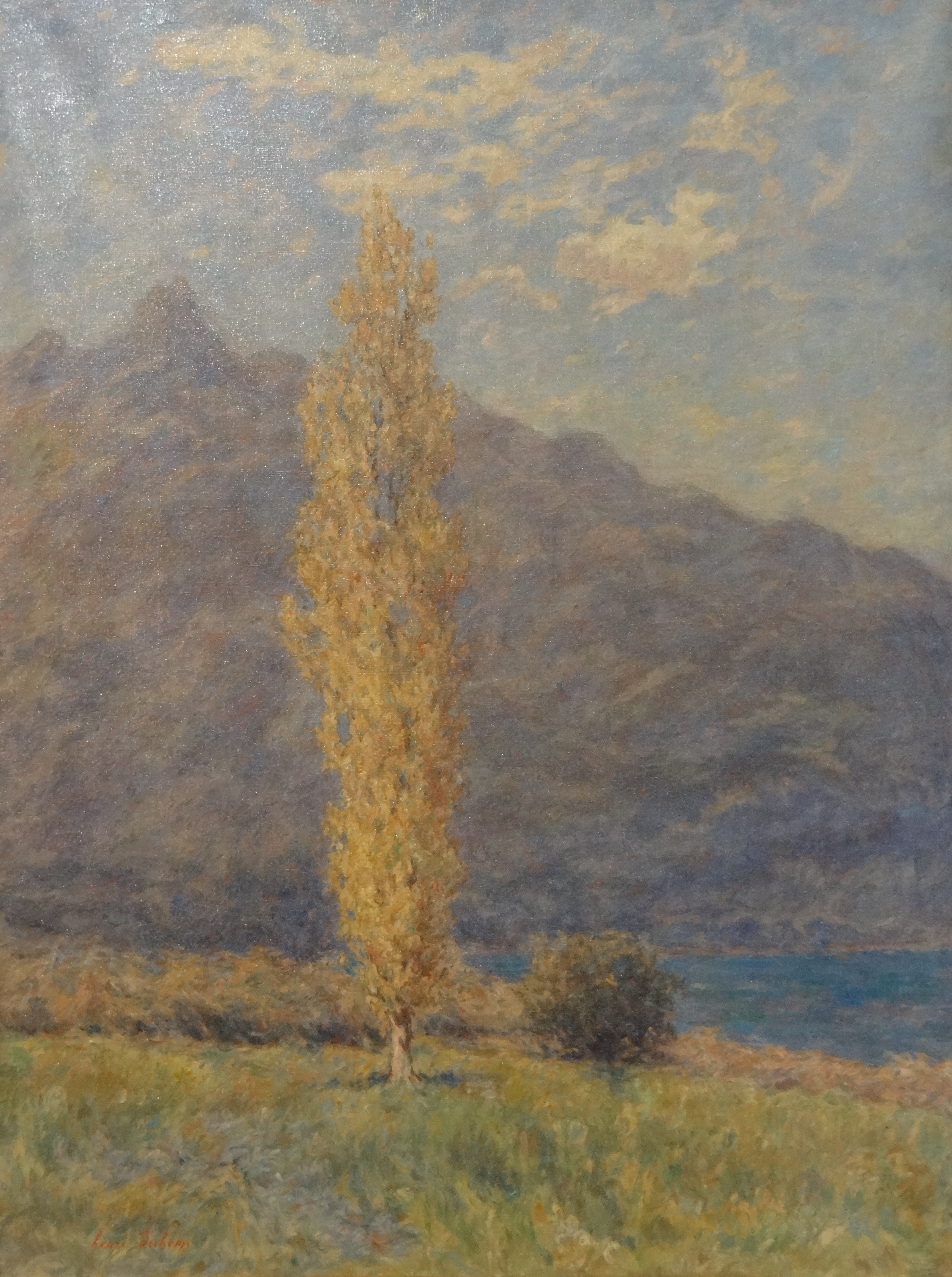
Un peuplier à l'aurore près des lacs du Bourget, musée de Cambrai.
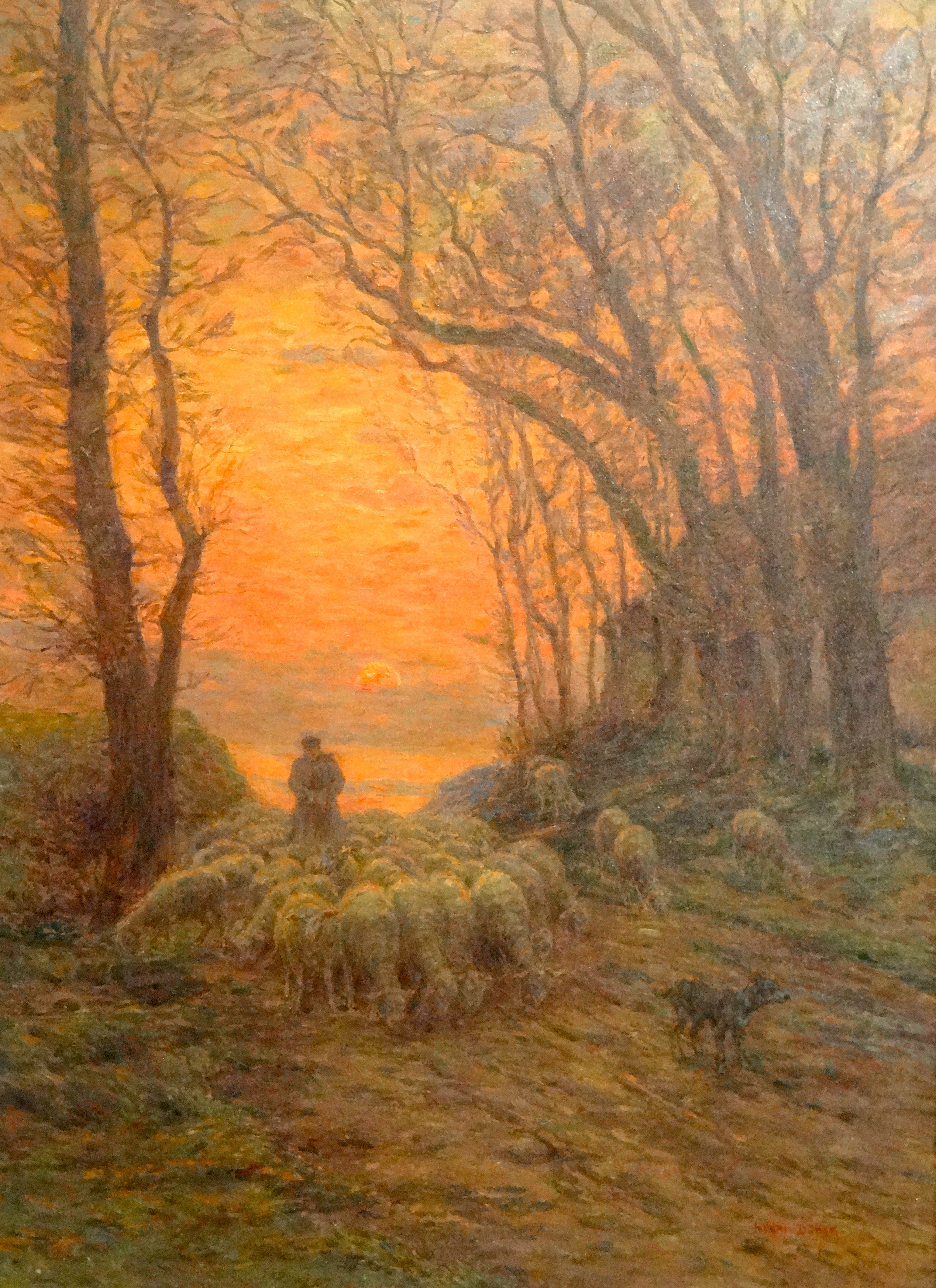
Le retour du berger, musée de la Chartreuse de Douai[18].
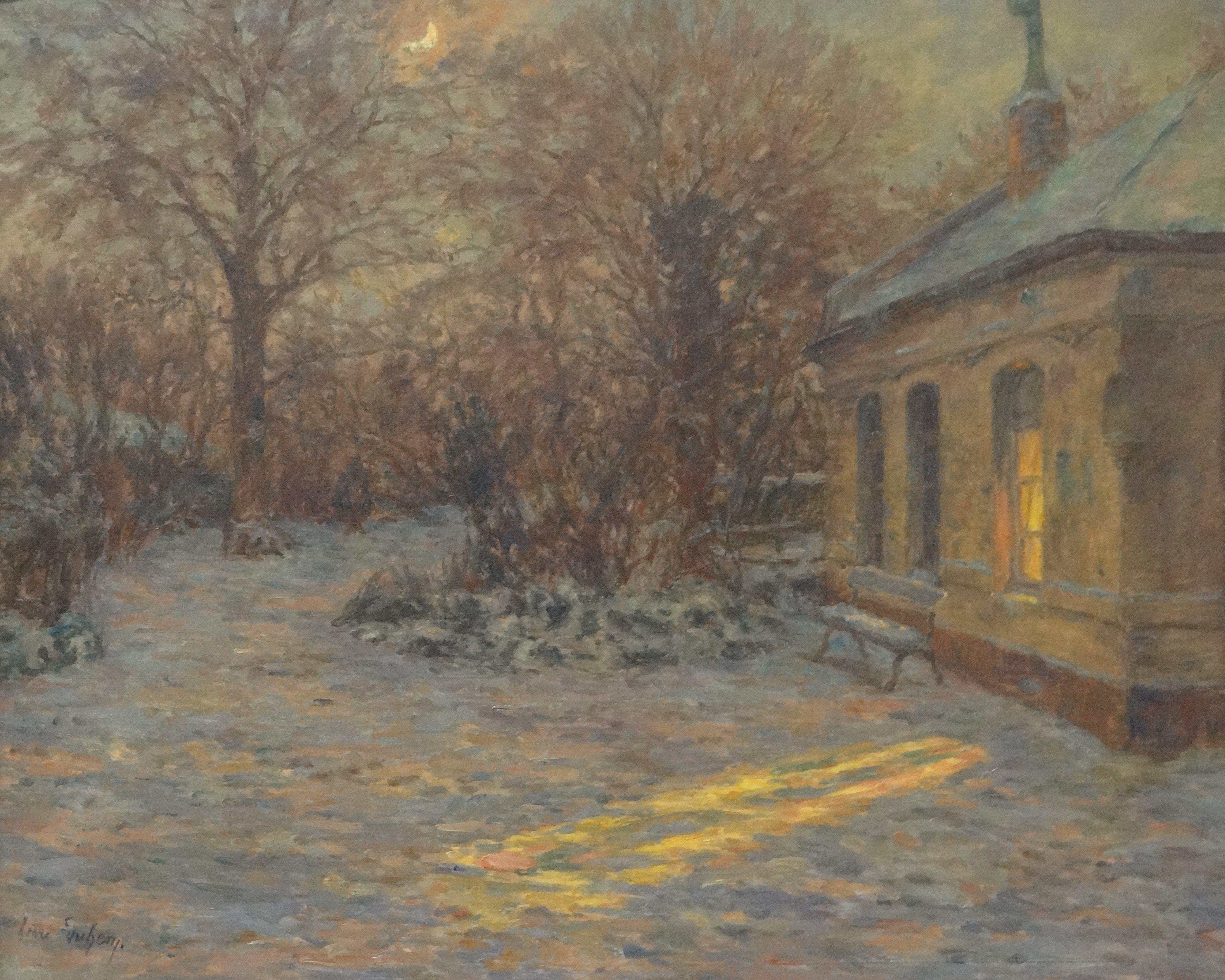
Pavillon soir d'hiver, musée de la Chartreuse de Douai.
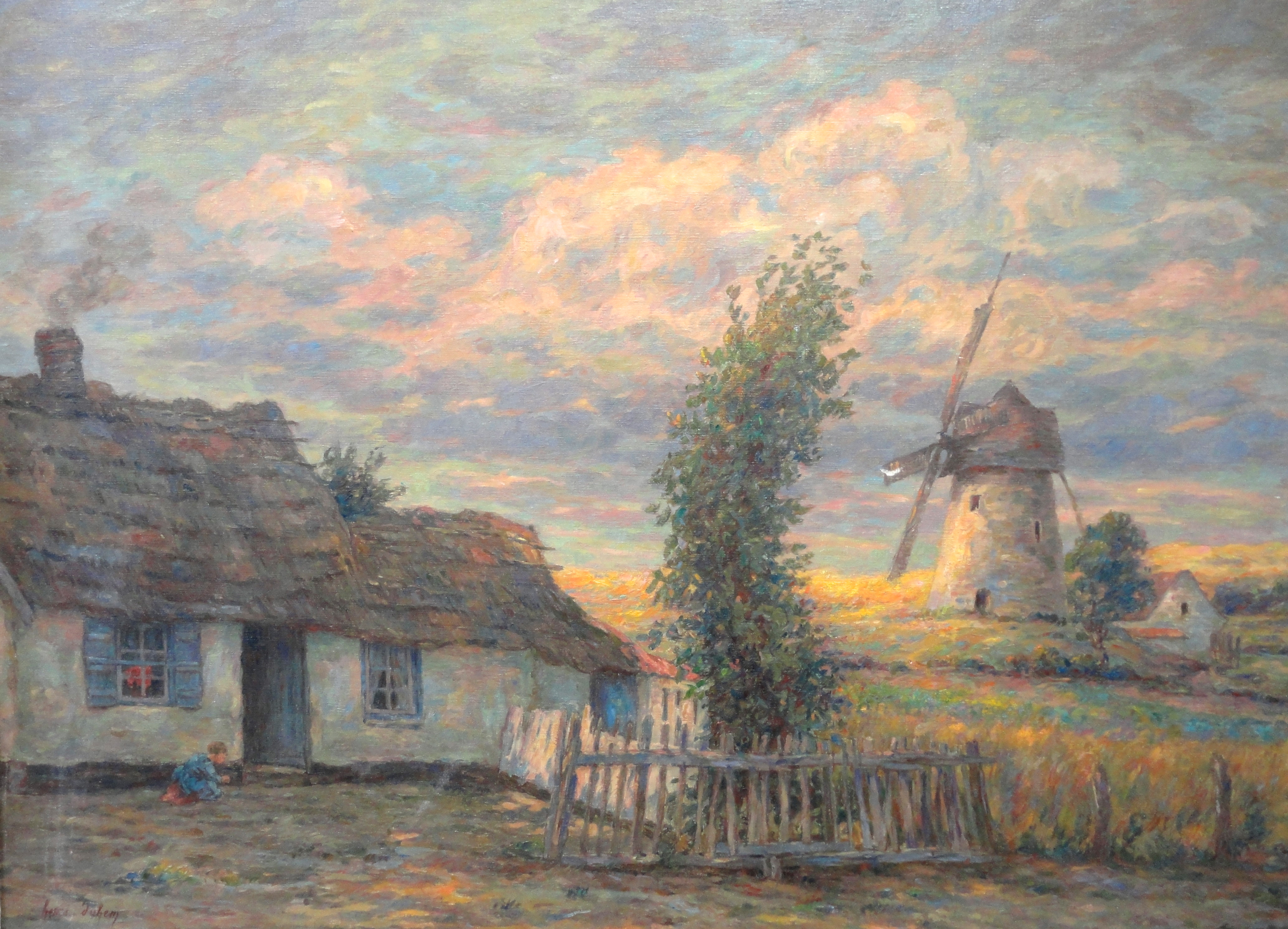
Moulin du Boulonnais au soleil couchant, musée du Touquet-Paris-Plage.
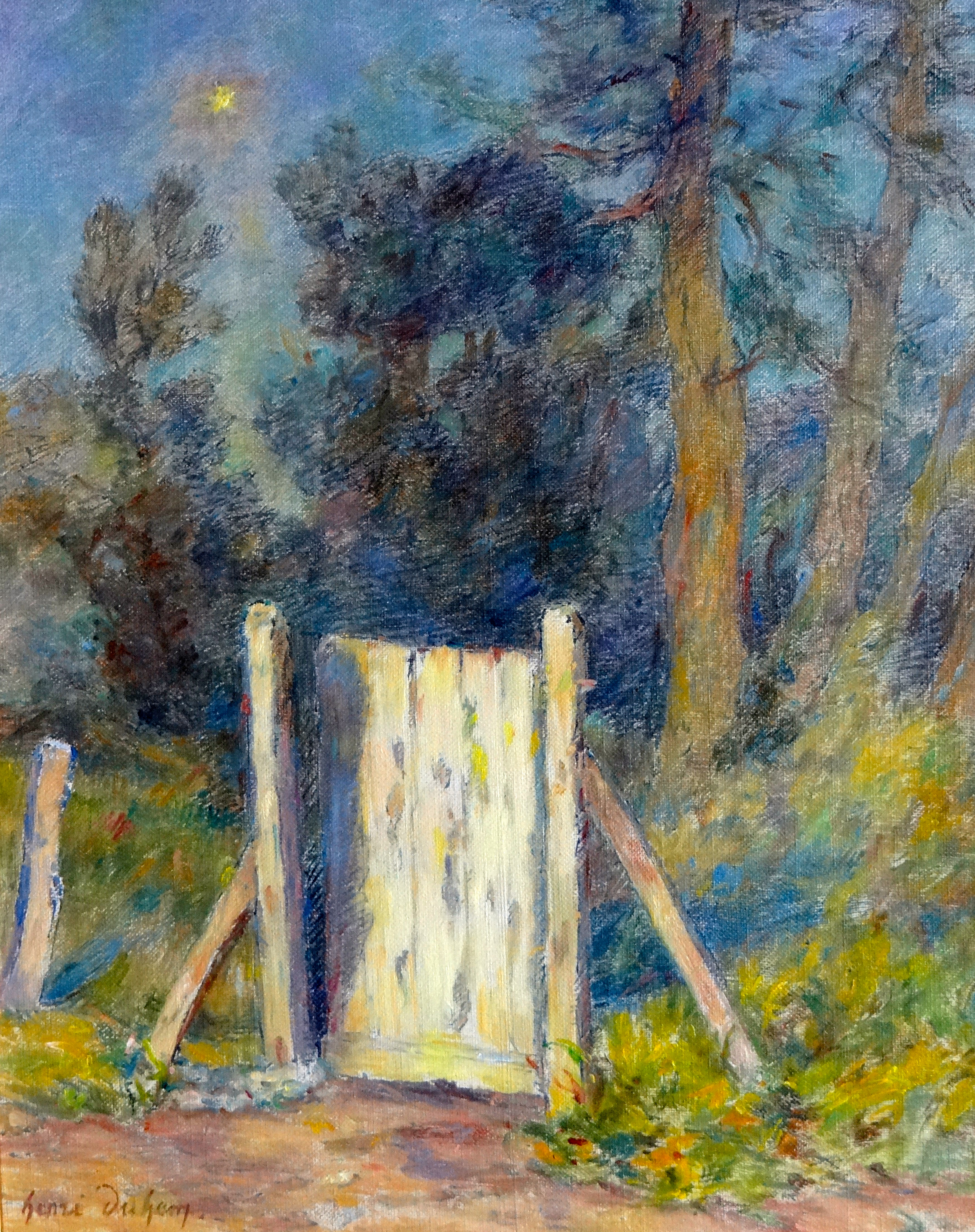
La Porte, mai 1937, huile sur toile, collection privée[19].
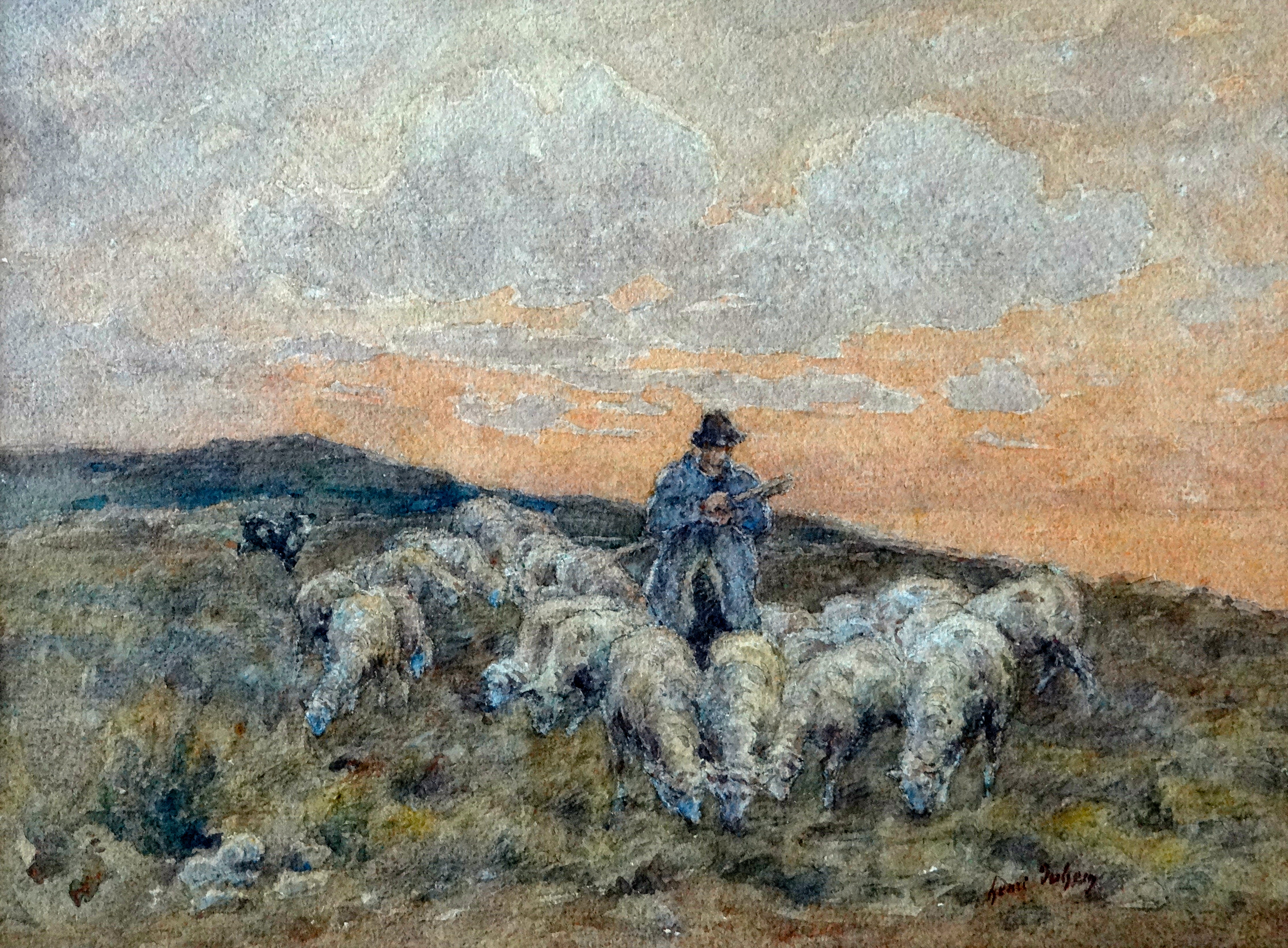
Berger et son troupeau au bord de la mer à la tombée du jour, aquarelle gouachée, collection privée[20].
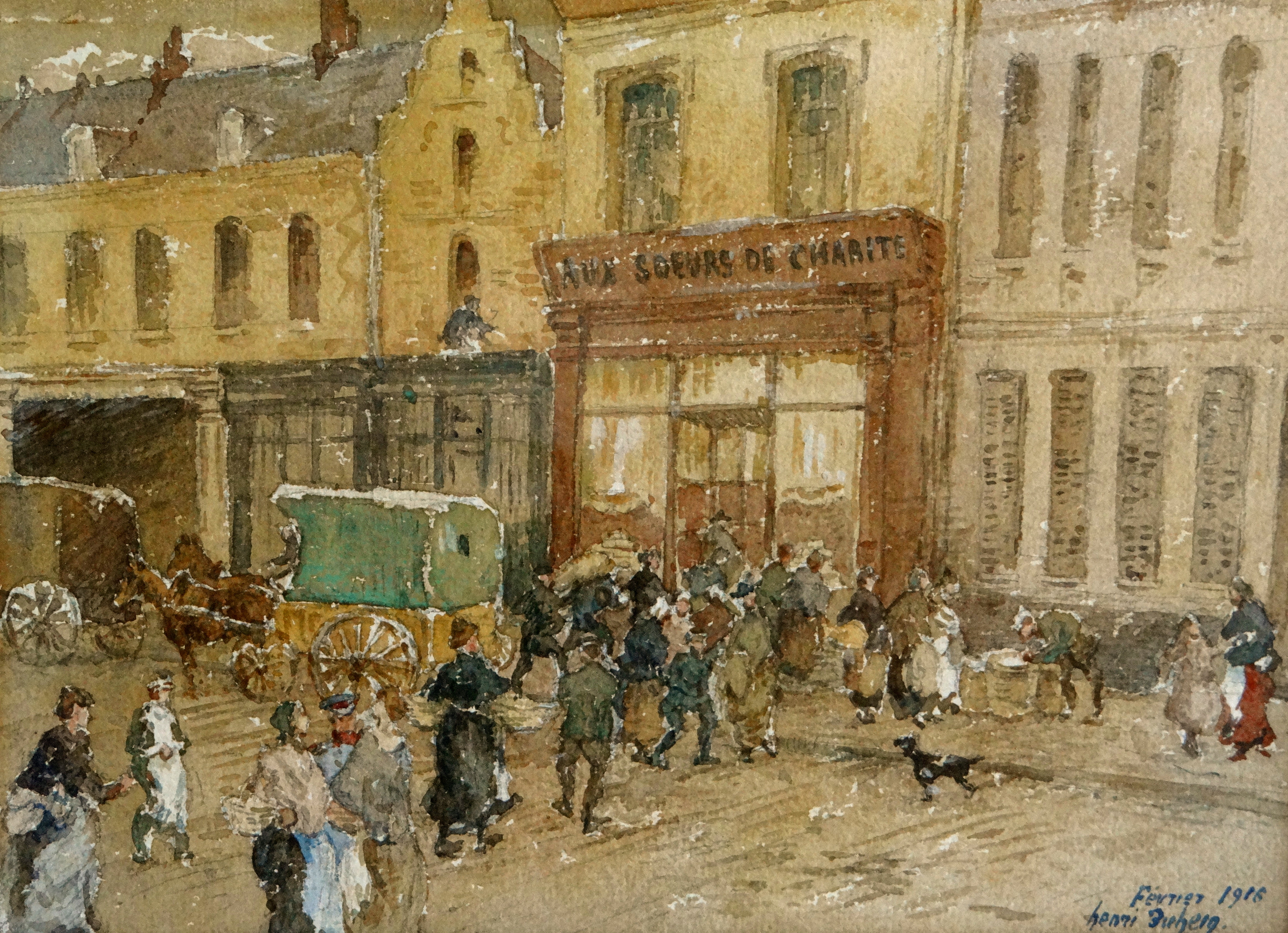
Aux Sœurs de Charité, février 1916, aquarelle, collection privée[21].
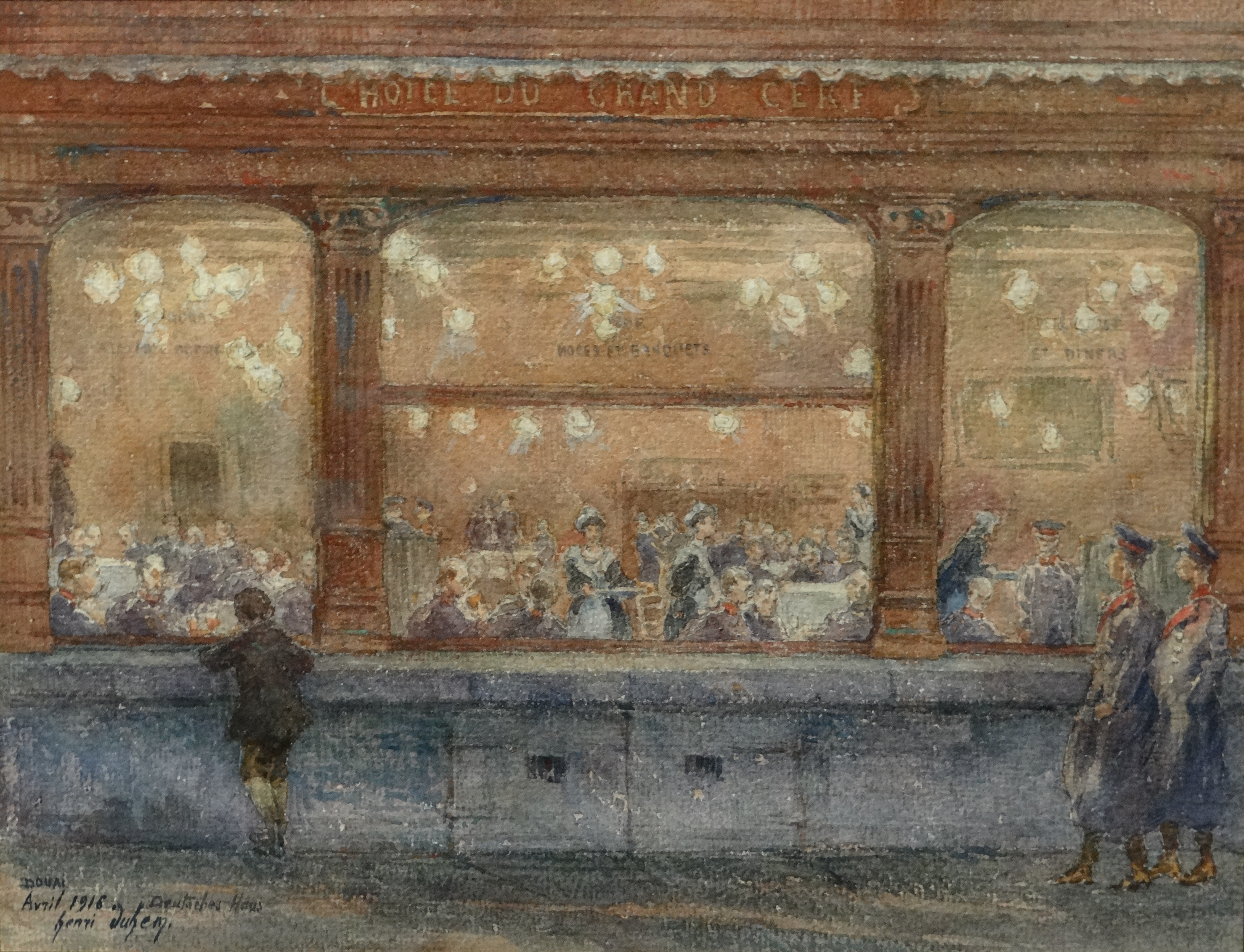
L'Hôtel du Grand Cerf, avril 1916, aquarelle, musée de la Chartreuse de Douai.
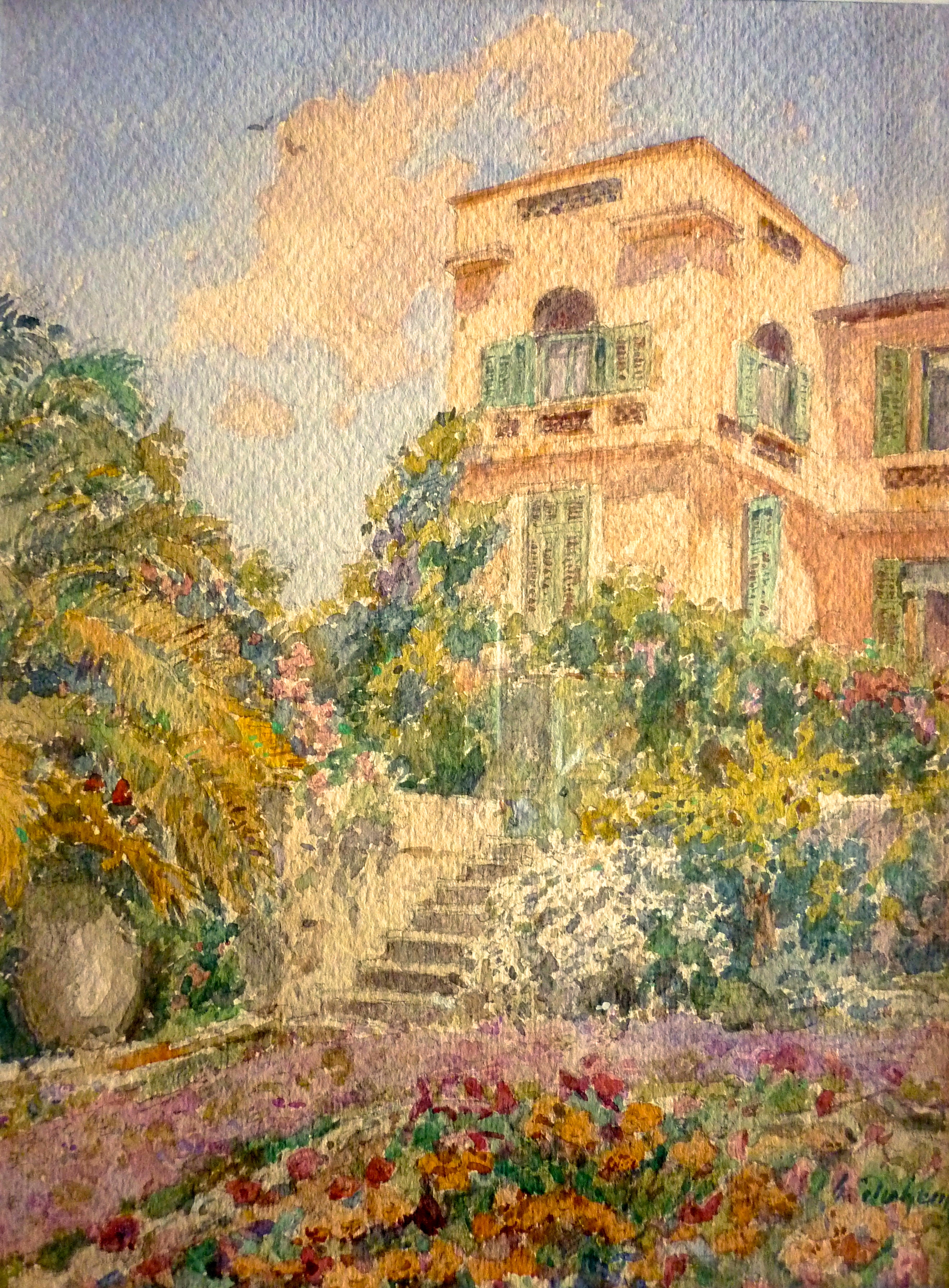
La Villa Mont Riant de Juan-les-Pins, 1940, aquarelle, collection privée[22].

## Iconographie

Portraits d'Henri Duhem
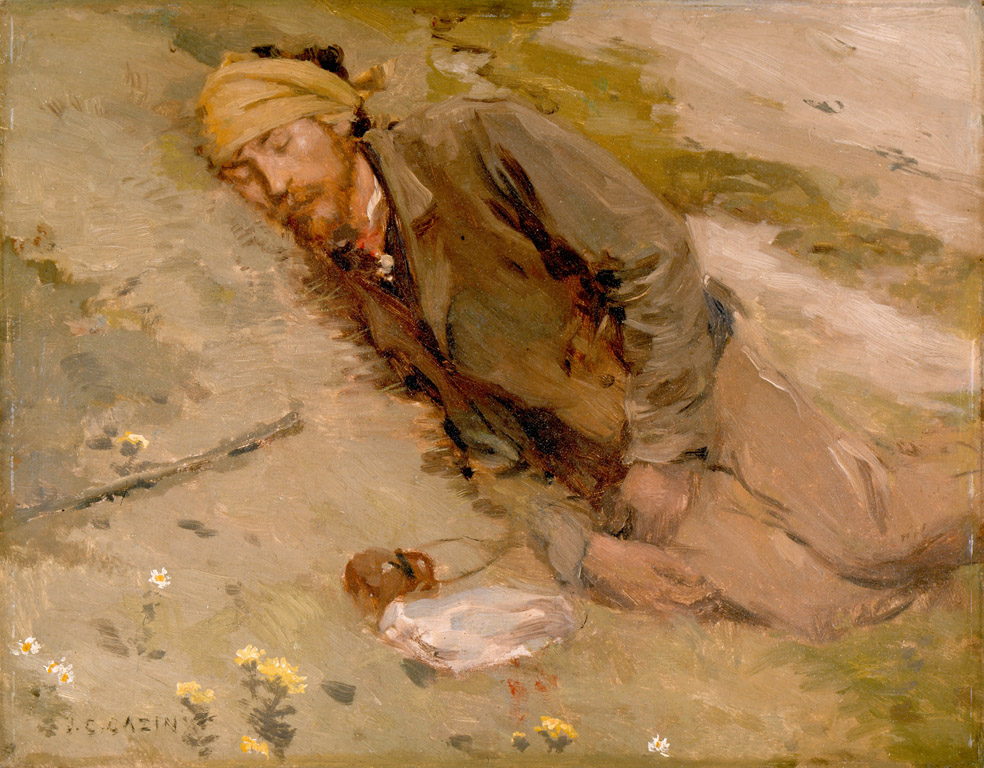
Jean-Charles Cazin, Étude de portrait d'Henri Duhem allongé dans les dunes à Dannes-Camiers, Atlanta, High Museum of Art.
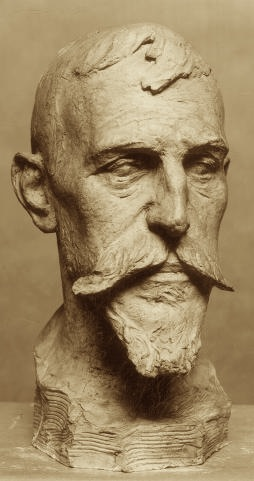
Constantin Meunier, Buste d'Henri Duhem (1900), plâtre, Ixelles, musée Meunier.
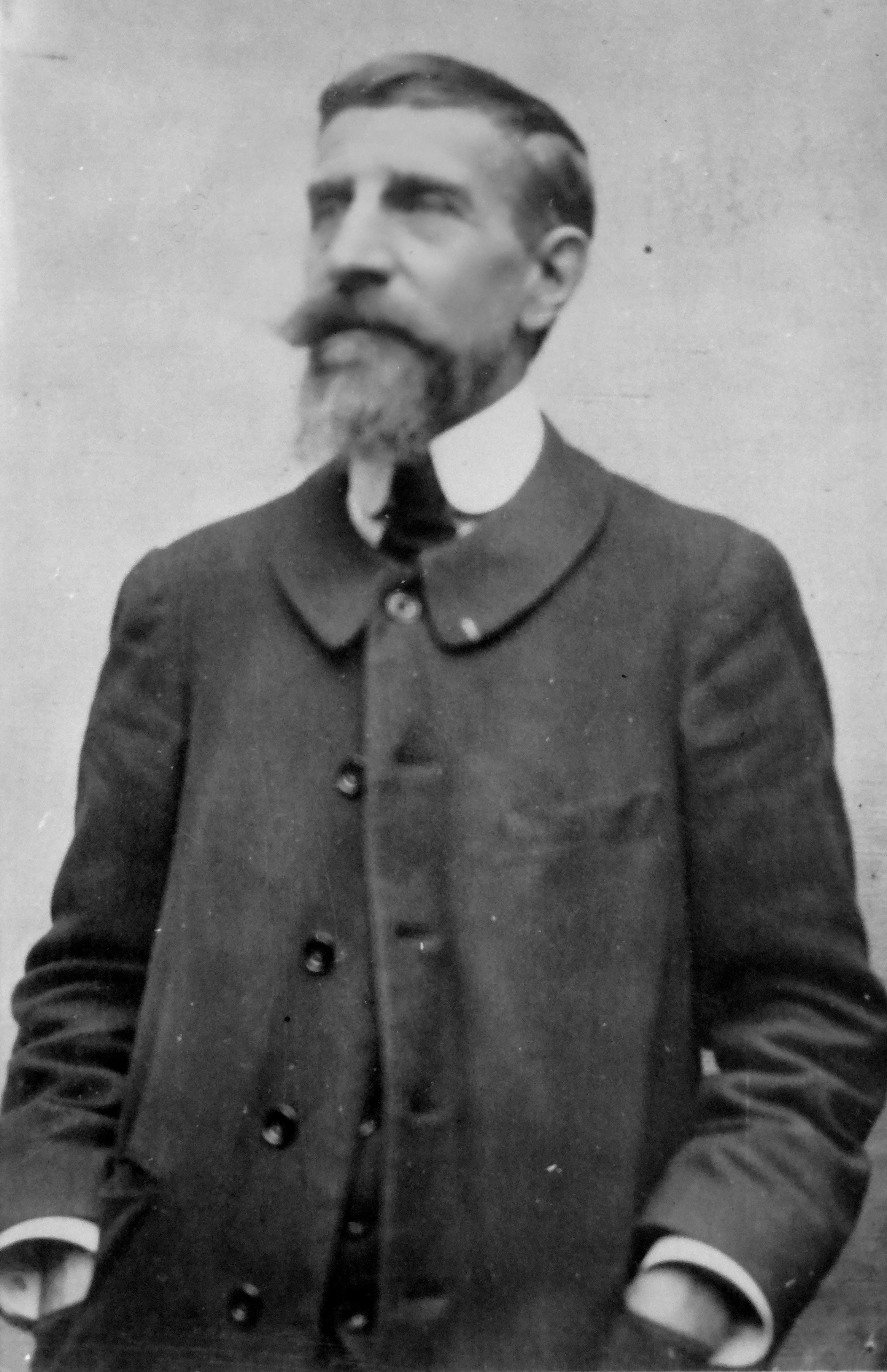
Portrait d'Henri Duhem vers 1910, photographie anonyme[23].
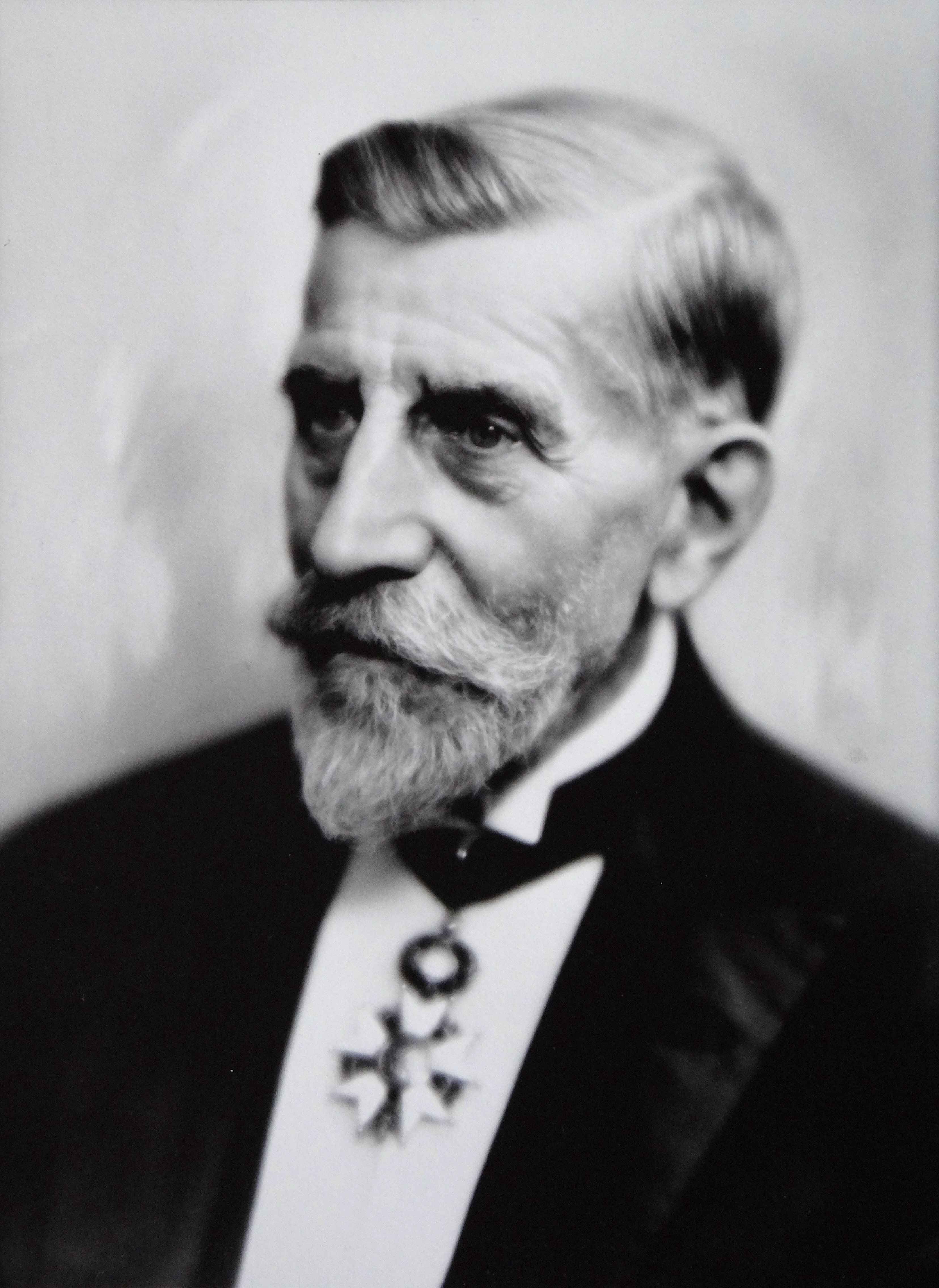
Portrait d'Henri Duhem portant la cravate de commandeur de la Légion d’honneur, photographié en 1932 par Edouard Baron (1880-1950)[24].